# Euphorbia glareosa
Euphorbia glareosa là một loài thực vật có hoa trong họ Đại kích. Loài này được Pall. ex M.Bieb. mô tả khoa học đầu tiên năm 1808.

## Hình ảnh

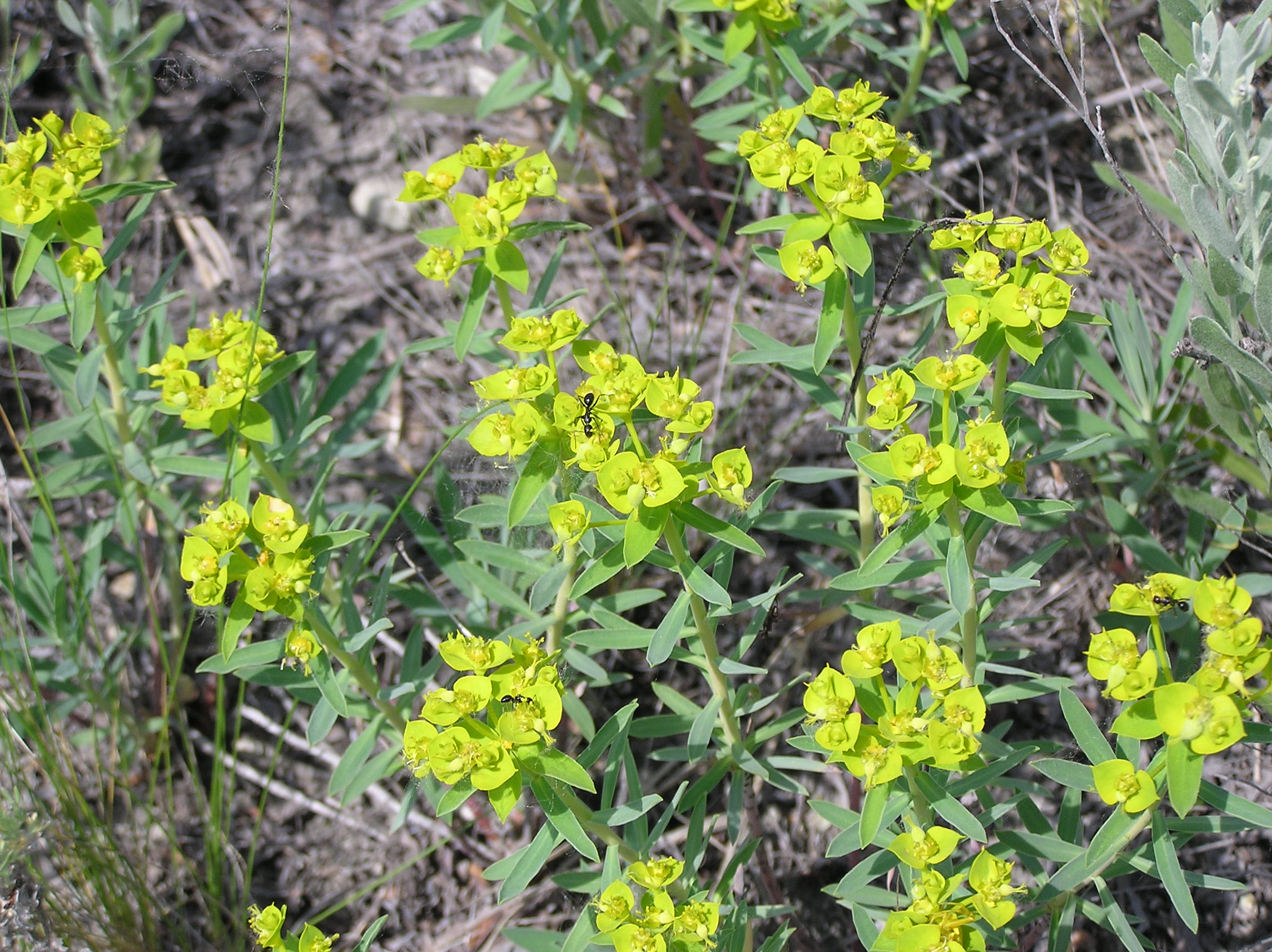
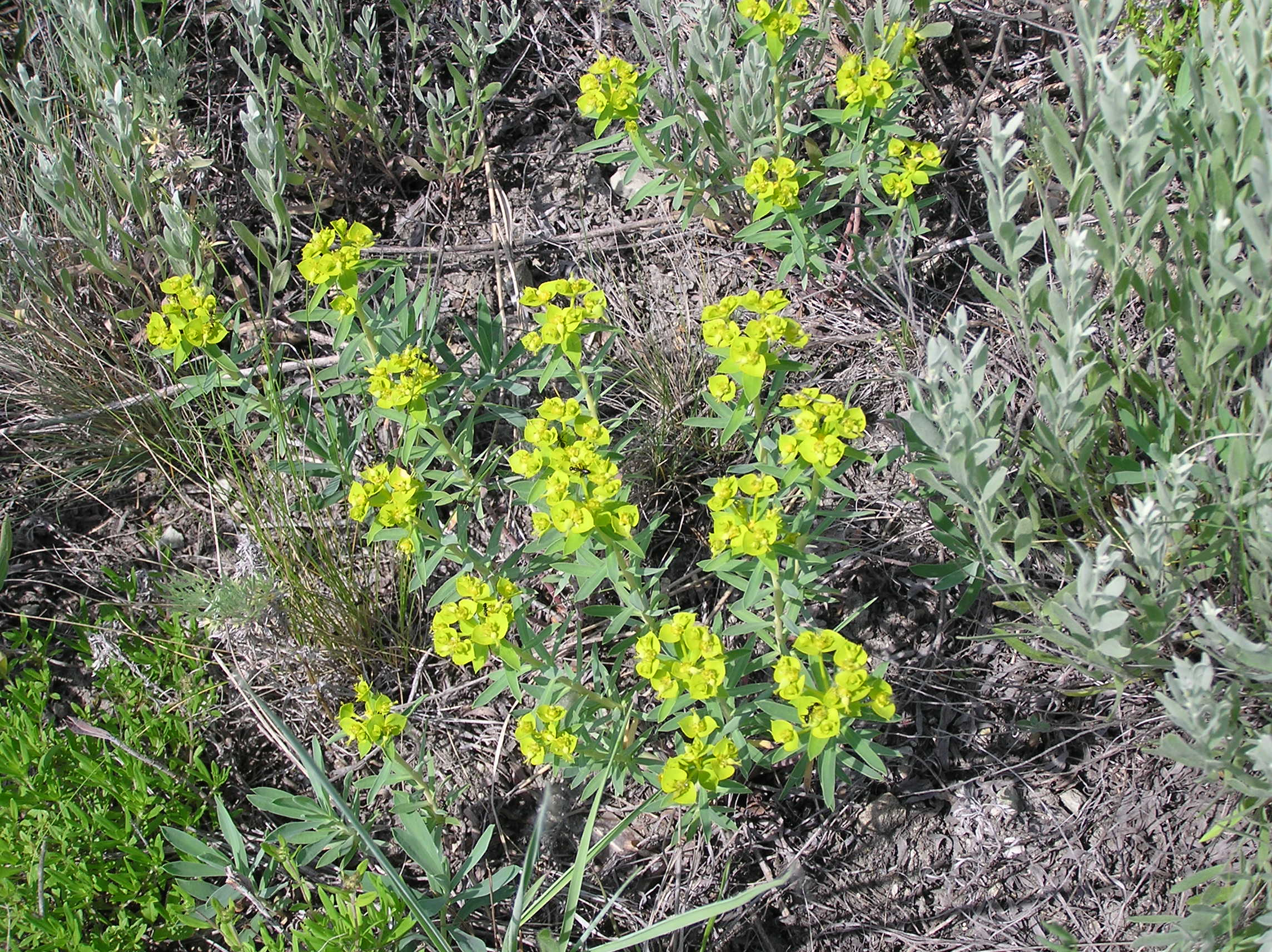
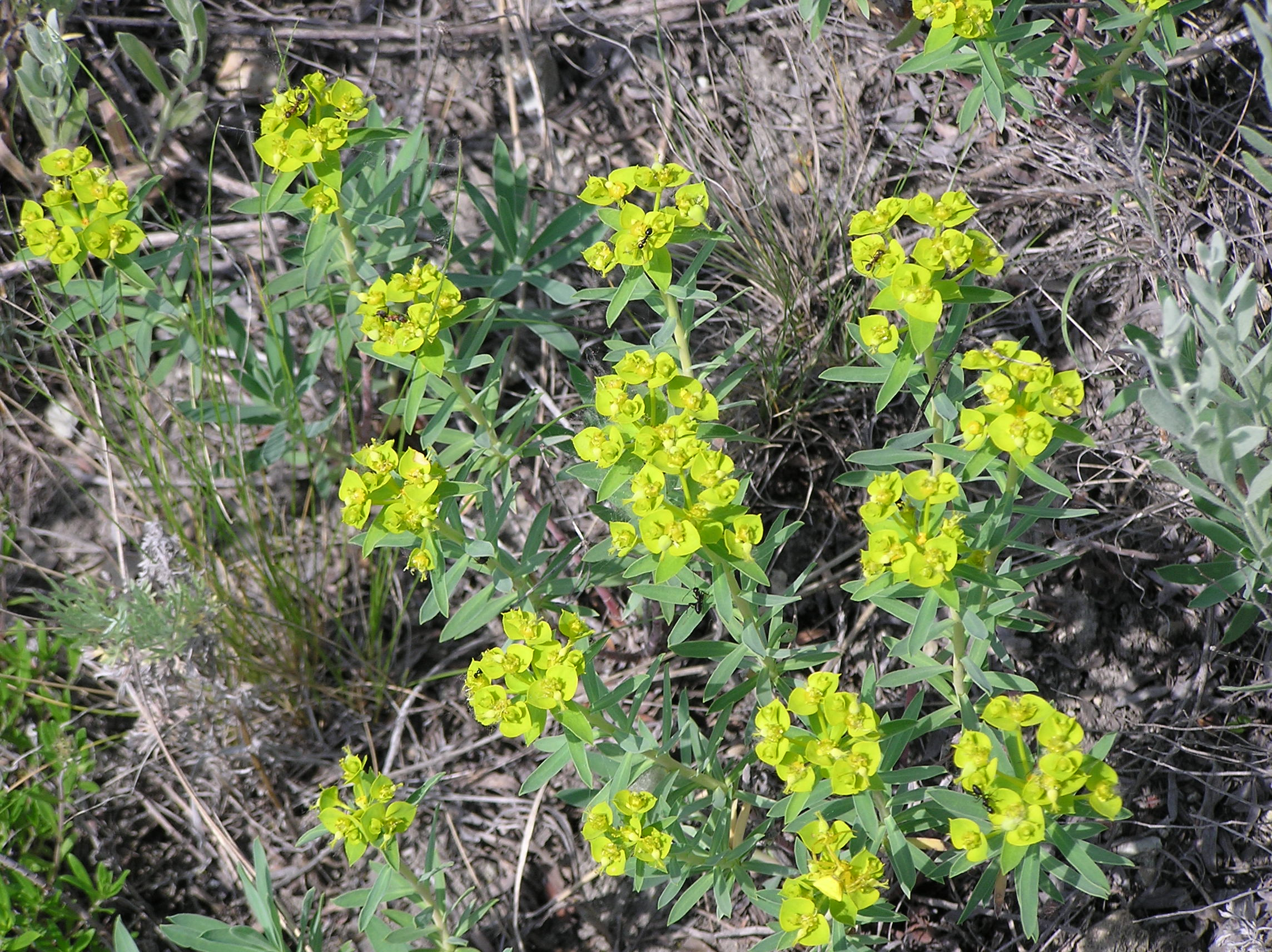